# Chloeres
Comostola là một chi bướm đêm thuộc họ Geometridae.

## Các loài
- Chloeres acteana
- Chloeres albifimbria
- Chloeres boisensis
- Chloeres citrolimbaria
- Chloeres dulcinata
- Chloeres dyakaria
- Chloeres glareosa
- Chloeres illidgei
- Chloeres inchoata
- Chloeres prasochroa
- Chloeres quantula
- Chloeres rubripunctata
- Chloeres simplex
- Chloeres variifrons